# جوناثان مويا
جوناثان مويا (بالإسبانية: Jonathan Moya) (6 يناير 1992 كوستاريكا - ) هو لاعب كرة قدم كوستاريكي، يلعب كمهاجم.

## وصلات خارجية
جوناثان مويا على موقع الاتحاد الدولي (مؤرشف)  (الإنجليزية)
- جوناثان مويا على موقع دوري كوريا الجنوبية (الإنجليزية)
- جوناثان مويا على موقع قاعدة بيانات كرة القدم.إي يو (الإنجليزية)
- جوناثان مويا على موقع ناشيونال فوتبول تيمز (الإنجليزية)
- جوناثان مويا على موقع Soccerbase.com (لاعب) (الإنجليزية)
- جوناثان مويا على موقع Soccerway.com (الإنجليزية)
- جوناثان مويا على موقع AS.com (الإسبانية)